# 鍊上節奏
〈鍊上節奏〉（英語："Chained to the Rhythm"）是美国歌手凱蒂·佩芮的一首歌曲，收录于她的第5张录音室专辑《見證》中。歌曲与斯奇普·馬利合作演唱，由佩芮、马克斯·马丁、希雅·富勒、阿里·帕雅米和馬利共同创作，并由馬丁和帕雅米制作。2017年2月10日，歌曲由国会唱片数字发行。〈鍊上節奏〉是一首舞厅和迪斯科歌曲，其歌词谈论了社会意识。商业上，歌曲在克罗地亚、拉脱维亚和墨西哥夺冠，在澳大利亚、加拿大、匈牙利、以色列、黎巴嫩、波兰、西班牙、斯洛伐克、斯洛文尼亚、英国和美国进入了前五名。
歌曲的音乐录像带由马修·库伦导演，于2017年2月21日发行，以一个名为的游乐园为背景。佩芮在第59届格莱美奖、2017年全英音樂獎和2017年iHeartRadio音乐奖现场表演了歌曲。

## 音乐录像带
2017年2月18日，佩芮通过自己的Twitter分身帳戶凯西·贝丝·特里发布了录像带的预览片。同月21日，录像带在Vevo平台正式发行。录像带主要在加利福尼亚州聖塔克拉利塔巴伦西亚六旗魔术山乐园拍摄。
录像带以一个名为的充满未来感的游乐园为背景。英国广播公司的马克·萨维奇认为乐园主题与现代社会的浮躁相似。《告示牌》的吉尔·考夫曼表示，录像带暗示了“佩里对当前国家政治气氛的感受”。录像带以佩里走进主题公园的大门开场，在此她被周遭环境所迷。在录像带中，游客们有的在自拍，有的在吃一根核蘑菇云形的棒棒糖。人群簇拥在“宇宙最强坐骑”（the greatest ride in the universe）周围。佩里对此感到十分惊讶。之后她被游乐设施“美国大衰梦”附近的玫瑰上扎伤手指，变得警觉起来。
佩里接着去乘坐过山车。萨维奇指出，过山车的名字叫（意为：新革命），出自邪典电影《假期历险记》。画面转到“美国大衰梦”上，在那里偎依的一对夫妇在空中被甩飞，摔倒在地。接下来画面切到了一座加油站，佩里在那里被身穿水手服装的男子来回移动。然后，佩里坐下观看一部3D電影，她意识到自己与公园游客之间的令人不安的相似性。馬利从3D电影屏幕中走出后，佩里被一群跳舞的人簇拥着。影片以佩里担忧的表情结束。

## 曲目列表与形式
- 数字下载[9]

1. "Chained to the Rhythm" (featuring Skip Marley) – 3:57

- 数字下载（Hot Chip混音版）[10]

1. "Chained to the Rhythm" (Hot Chip Remix) – 5:42

- 数字下载（Oliver Heldens混音版） [11]

1. "Chained to the Rhythm" (Oliver Heldens Remix) – 4:37

- 数字下载（Lil Yachty混音版） [12]

1. "Chained to the Rhythm" (featuring Lil Yachty) – 4:11

- CD单曲[13]

1. "Chained to the Rhythm" (featuring Skip Marley) – 3:58
2. "Chained to the Rhythm" (Instrumental) – 3:57

## 榜单
| 榜单（2017年）                               | 最高 排位 |
| -------------------------------------------- | --------- |
| 阿根廷（拉美監控）                           | 8         |
| 澳大利亚（澳大利亚唱片业协会單曲榜）         | 4         |
| 奥地利（Ö3四十强单曲榜）                     | 7         |
| 比利时佛兰德（Ultratop五十强单曲榜）         | 6         |
| 比利时瓦隆（Ultratop五十强单曲榜）           | 5         |
| 巴西（《公告牌》Brasil Hot 100）             | 4         |
| 保加利亚（PROPHON）                          | 3         |
| 加拿大（Canadian Hot 100）                   | 3         |
| 加拿大（《告示牌》Canada AC）                | 2         |
| 加拿大（《告示牌》Canada CHR）               | 5         |
| 加拿大（《告示牌》Canada Hot AC）            | 2         |
| 独联体（Tophit独联体电台榜）                 | 4         |
| 哥伦比亚（國家報告）                         | 57        |
| 捷克（電台百強單曲榜）                       | 2         |
| 捷克（百強數位單曲榜）                       | 6         |
| 丹麥（Hitlisten单曲榜）                      | 10        |
| 厄瓜多尔（國家報告）                         | 24        |
| 芬兰（芬蘭官方單曲榜）                       | 8         |
| 法国（法國唱片出版業公會單曲榜）             | 20        |
| 法国（法国唱片出版业公会电台榜）             | 2         |
| 德国（德國官方單曲榜）                       | 6         |
| 希腊（《公告牌》Greece Digital Songs）       | 3         |
| 匈牙利（四十强电台榜）                       | 1         |
| 匈牙利（四十強單曲榜）                       | 5         |
| 愛爾蘭（愛爾蘭唱片音樂協會单曲榜）           | 6         |
| 以色列（媒体森林电台榜）                     | 2         |
| 意大利（意大利音乐产业联盟单曲榜）           | 10        |
| 日本（Japan Hot 100）                        | 31        |
| 黎巴嫩（黎巴嫩官方二十强单曲榜）             | 3         |
| 卢森堡（《告示牌》Luxembourg Digital Songs） | 8         |
| 马来西亚（馬來西亞唱片業協會单曲榜）         | 14        |
| 墨西哥（《公告牌》Mexican Airplay）          | 17        |
| 荷兰（荷蘭四十強單曲榜）                     | 6         |
| 荷兰（百强单曲榜）                           | 14        |
| 新西兰（新西兰唱片音乐协会单曲榜）           | 8         |
| 挪威（世道單曲榜）                           | 8         |
| 巴拉圭（拉美監控）                           | 13        |
| 波蘭（波蘭百大電台榜）                       | 1         |
| 葡萄牙（葡萄牙唱片業協會单曲榜）             | 16        |
| 罗马尼亚（媒体森林罗马尼亚国际十大单曲榜）   | 2         |
| 俄罗斯（TopHit俄罗斯电台榜）                 | 4         |
| 蘇格蘭（官方榜单公司單曲榜）                 | 3         |
| 斯洛伐克（電台百強單曲榜）                   | 6         |
| 斯洛伐克（百強數位單曲榜）                   | 5         |
| 斯洛文尼亚（斯洛文尼亚五十大单曲榜）         | 3         |
| 西班牙（西班牙音樂製作協會）                 | 16        |
| 瑞典（瑞典最熱榜）                           | 9         |
| 瑞士（瑞士热门音乐榜）                       | 6         |
| 英國（官方榜单公司單曲榜）                   | 5         |
| 乌克兰（TopHit乌克兰电台榜）                 | 6         |
| 美国（《告示牌》百大單曲榜）                 | 4         |
| 美國（《告示牌》成人當代單曲榜）             | 17        |
| 美國（《告示牌》Adult Pop Airplay）          | 7         |
| 美國（《告示牌》Dance Club Songs）           | 1         |
| 美國（《告示牌》Dance/Mix Show Airplay）     | 6         |
| 美國（《告示牌》Pop Airplay）                | 8         |
| 美國（《告示牌》Rhythmic Songs）             | 32        |
| 委内瑞拉（唱片报告委内瑞拉英语榜）           | 4         |
| 委内瑞拉（國家報告）                         | 58        |

| 榜单（2017年）               | 最高 排位 |
| ---------------------------- | --------- |
| 乌克兰（TopHit乌克兰电台榜） | 9         |

| 榜单（2017年）               | 最高 排位 |
| ---------------------------- | --------- |
| 俄罗斯（Tophit俄罗斯电台榜） | 8         |
| 乌克兰（TopHit乌克兰电台榜） | 10        |

| 榜单（2017年）                       | 排位 |
| ------------------------------------ | ---- |
| 阿根廷（拉美監控）                   | 28   |
| 澳大利亚（澳大利亚唱片业协会单曲榜） | 84   |
| 奥地利（Ö3四十強音樂榜）             | 69   |
| 比利时（Ultratop佛兰德）             | 36   |
| 比利时（Ultratop瓦隆）               | 16   |
| 巴西（巴西唱片业协会单曲榜）         | 94   |
| 玻利维亚（拉美监控玻利维亚单曲榜）   | 95   |
| 加拿大（Canadian Hot 100）           | 34   |
| 独联体（TopHit）                     | 25   |
| 丹麦（Tracklisten）                  | 77   |
| 德国（德国官方榜单）                 | 64   |
| 危地马拉（拉美监控危地马拉单曲榜）   | 78   |
| 匈牙利（四十强电台榜）               | 2    |
| 匈牙利（四十强单曲榜）               | 14   |
| 匈牙利（四十强流媒体榜）             | 42   |
| 冰岛（冰島唱片業協會单曲榜）         | 7    |
| 以色列（媒体森林）                   | 17   |
| 意大利（意大利音乐产业联盟单曲榜）   | 68   |
| 荷兰（荷兰四十强音乐榜）             | 41   |
| 荷兰（荷兰百强单曲榜）               | 90   |
| 巴拿马（拉美監控）                   | 77   |
| 巴拉圭（拉美監控）                   | 43   |
| 波兰（波兰音像制品协会单曲榜）       | 5    |
| 葡萄牙（葡萄牙唱片业协会单曲榜）     | 69   |
| 罗马尼亚（百强电台榜）               | 28   |
| 俄罗斯（Tophit俄罗斯电台榜）         | 36   |
| 斯洛文尼亚（斯洛文尼亚五十强榜单）   | 17   |
| 西班牙（西班牙音乐制作协会单曲榜）   | 80   |
| 瑞典（瑞典最热榜）                   | 72   |
| 瑞士（瑞士热门音乐榜）               | 32   |
| 乌克兰（TopHit乌克兰电台榜）         | 29   |
| 英国（官方榜单公司单曲榜）           | 49   |
| 乌拉圭（拉美監控）                   | 96   |
| 美国（Billboard Hot 100）            | 73   |
| 美国（《公告牌》Adult Contemporary） | 41   |
| 美国（《公告牌》Adult Top 40）       | 31   |
| 美国（《公告牌》Dance Club Songs）   | 16   |
| 美国（《公告牌》Mainstream Top 40）  | 44   |

| 榜单（2018年）               | 排位 |
| ---------------------------- | ---- |
| 独联体（TopHit）             | 136  |
| 匈牙利（四十强电台榜）       | 27   |
| 冰岛（Plötutíóindi）         | 88   |
| 乌克兰（TopHit乌克兰电台榜） | 80   |

| 榜单（2022年）         | 排位 |
| ---------------------- | ---- |
| 匈牙利（四十强电台榜） | 46   |

| 榜单（2023年）         | 排位 |
| ---------------------- | ---- |
| 匈牙利（四十强电台榜） | 70   |

## 认证与销量
| 地區                                 | 认证    | 认证单位/销量 |
| ------------------------------------ | ------- | ------------- |
| 澳大利亚（澳大利亚唱片业协会）       | 3× 白金 | 210,000‡      |
| 奥地利（國際唱片業協會奧地利分會）   | 金      | 15,000‡       |
| 比利时（比利時唱片音樂協會）         | 金      | 15,000‡       |
| 巴西（巴西唱片業協會）               | 钻石    | 250,000‡      |
| 加拿大（加拿大音乐协会）             | 3× 白金 | 240,000‡      |
| 丹麦（國際唱片業協會丹麥分會）       | 白金    | 90,000‡       |
| 法国（法國唱片出版業公會）           | 白金    | 133,333‡      |
| 德国（聯邦音樂產業協會）             | 白金    | 400,000‡      |
| 意大利（意大利音乐产业联盟）         | 2× 白金 | 100,000‡      |
| 新西兰（新西兰唱片音乐协会）         | 金      | 15,000‡       |
| 挪威（國際唱片業協會挪威分会）       | 2× 白金 | 120,000‡      |
| 波兰（波蘭音像製造商協會）           | 白金    | 50,000‡       |
| 西班牙（西班牙音樂製作協會）         | 白金    | 40,000‡       |
| 英国（英国唱片业协会）               | 白金    | 600,000‡      |
| 美国（美國唱片業協會）               | 2× 白金 | 2,000,000‡    |
| 流媒体                               |         |               |
| 瑞典（瑞典唱片業協會）               | 白金    | 8,000,000†    |
| ‡僅含認證的+實際銷量 †僅含認證的銷量 |         |               |

## 发行历史
| 地区   | 日期          | 形式            | 版本                       | 厂牌 | 来源    |
| ------ | ------------- | --------------- | -------------------------- | ---- | ------- |
| 多国   | 2017年2月10日 | 數位下載 流媒体 | 原版                       | 国会 | [ 9 ]   |
| 意大利 | 2017年2月10日 | 电台播放        | 原版                       | 环球 | [ 136 ] |
| 美国   | 2017年2月14日 | 當代流行電台    | 原版                       | 国会 | [ 137 ] |
| 多国   | 2017年3月17日 | 数字下载 流媒体 | Hot Chip remix             | 国会 | [ 10 ]  |
| 多国   | 2017年3月24日 | 数字下载 流媒体 | Oliver Heldens remix       | 国会 | [ 11 ]  |
| 多国   | 2017年4月11日 | 数字下载 流媒体 | Remix featuring Lil Yachty | 国会 | [ 12 ]  |